# Predator: Hunting Grounds
Predator: Hunting Grounds est un jeu vidéo multijoueur développé par IllFonic et édité par Sony Interactive Entertainment sur PlayStation 4 et Microsoft Windows. Il fait partie de la franchise Predator.

## Système de jeu
Predator: Hunting Grounds est un jeu vidéo multijoueur. Un joueur contrôle le Predator, tandis que quatre autres jouent en équipe de soldats des opérations spéciales en mission pour collecter des informations ou neutraliser un seigneur de la drogue. L'élément principal est soit d'éviter d'être chassé par le prédateur, soit de capturer et de tuer le Predator qui à son tour sera contrôlé par le joueur. 

## Développement
Predator: Hunting Grounds a été annoncé lors de la présentation de la State of Play en mai 2019. Il a été noté que le jeu permettra le crossplay entre Microsoft Windows et PlayStation 4. La version bêta du jeu est sortie le 27 mars 2020 et était disponible jusqu'au 29 mars, et le jeu complet est sorti le 24 avril 2020. 

## Accueil
Predator: Hunting Grounds a reçu des avis "mitigés ou moyens", selon l'agrégateur d'avis Metacritic.   
Tomas Franzese d'Inverse a passé en revue la version bêta le qualifiant de "pire jeu de Sony de cette génération", que le "jeu ressemble à du gâchis, visuellement dépassé et non peaufiné". Jonathon Dornbush de IGN qui a également joué le week-end d'essai a noté que les temps d'attente excessifs pour trouver une partie et a écrit qu'il espérait qu'Illfonic "trouverait un meilleur équilibre pour rendre les autres objectifs un peu plus intéressants". 
La version PlayStation 4 de Predator: Hunting Grounds était le dixième jeu le plus vendu au cours de sa première semaine de sortie au Japon, avec 9172 exemplaires. 